# Anthony Amonte
Temple de la renommée américain : 2009
Anthony Lewis Amonte, dit Tony Amonte, (né le 2 août 1970 à Hingham dans le Massachusetts aux États-Unis) est un joueur professionnel américain de hockey sur glace. Il évoluait au poste d'ailier droit. 
Il a joué, au cours de sa carrière, pour les Rangers de New York, les Blackhawks de Chicago, les Coyotes de Phoenix, les Flyers de Philadelphie et a terminé sa carrière avec les Flames de Calgary de la Ligue nationale de hockey.

## Biographie

### Carrière en club

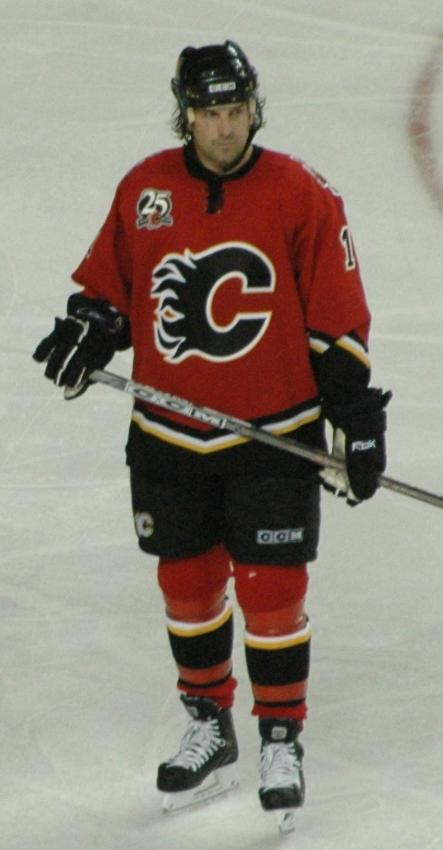
Tony Amonte évoluant pour les Flames de Calgary en 2005

Choisi au 68e rang par les Rangers de New York au cours du repêchage d'entrée dans la LNH 1988, Tony Amonte est plus connu pour ses réalisations parmi les Blackhawks de Chicago et sa participation aux compétitions internationales avec l'équipe des États-Unis.
Il fait ses débuts avec les Rangers durant les séries éliminatoires de la Coupe Stanley en 1991. Au cours de la saison 1991-1992, en tant que débutant, il laisse déjà une forte impression, en marquant 35 buts et en se plaçant troisième dans le classement pour l'obtention du Trophée Calder.
Il joue trois saisons pour les Rangers, marquant 84 buts au total, avant d'être échangé aux Blackhawks de Chicago durant la saison 1993-1994, l'année où les Rangers remportent la Coupe (Amonte ne joue que sept matchs pour les Blackhawks de Chicago cette même saison).
Durant ses huit saisons à Chicago, il acquit une solide réputation, marquant chaque saison une trentaine ou une quarantaine de buts.
Néanmoins, Tony Amonte décide de rejoindre l'équipe des Coyotes de Phoenix au début de la saison 2002-2003. Ce passage est de courte durée, car il est échangé aux Flyers de Philadelphie peu avant la fin de la saison.
Le 2 août 2005, il signe un contrat en tant qu'agent libre avec les Flames de Calgary pour la saison 2005-2006. Le 10 décembre 2005, il marque son 400e but en LNH dans un match opposant les Flames de Calgary aux Sénateurs d'Ottawa.
En 2008, il annonce sa retraite sur son site officiel et un an plus tard, il est admis au Temple de la renommée du hockey américain en compagnie de Tom Barrasso, John LeClair et Frank Zamboni.

### Carrière internationale
Avec l'équipe des États-Unis, il a remporté la médaille d'or lors de la Coupe du monde de 1996 et la médaille d'argent lors des Jeux olympiques de 2002 à Salt Lake City. 
Il a pris part au championnat du monde junior de 1989 et 1990 ainsi qu'au championnat du monde en 1991 et 1993. Il a également joué aux Jeux olympiques de 1998 à Nagano au Japon et à la Coupe du Monde de 2004.

## Parenté dans le sport
Il est le cousin du joueur de hockey Charlie Coyle.

## Statistiques

### En club
| Saison     | Équipe                 | Ligue      |       | Saison régulière | Saison régulière | Saison régulière | Saison régulière | Saison régulière |    | Séries éliminatoires | Séries éliminatoires | Séries éliminatoires | Séries éliminatoires | Séries éliminatoires |
| Saison     | Équipe                 | Ligue      | PJ    | B                | A                | Pts              | Pun              | PJ               | B  | A                    | Pts                  | Pun                  |                      |                      |
| 1989-1990  | Terriers de Boston     | NCAA       | 41    | 25               | 33               | 58               | 52               | -                | -  | -                    | -                    | -                    |                      |                      |
| 1990-1991  | Terriers de Boston     | NCAA       | 38    | 31               | 37               | 68               | 82               | -                | -  | -                    | -                    | -                    |                      |                      |
| 1990-1991  | Rangers de New York    | LNH        | -     | -                | -                | -                | -                | 2                | 0  | 2                    | 2                    | 2                    |                      |                      |
| 1991-1992  | Rangers de New York    | LNH        | 79    | 35               | 34               | 69               | 55               | 13               | 3  | 6                    | 9                    | 2                    |                      |                      |
| 1992-1993  | Rangers de New York    | LNH        | 83    | 33               | 43               | 76               | 49               | -                | -  | -                    | -                    | -                    |                      |                      |
| 1993-1994  | Rangers de New York    | LNH        | 72    | 16               | 22               | 38               | 31               | -                | -  | -                    | -                    | -                    |                      |                      |
| 1993-1994  | Blackhawks de Chicago  | LNH        | 7     | 1                | 3                | 4                | 6                | 6                | 4  | 2                    | 6                    | 4                    |                      |                      |
| 1994-1995  | HC Fassa               | Serie A    | 14    | 22               | 16               | 38               | 10               | -                | -  | -                    | -                    | -                    |                      |                      |
| 1994-1995  | Blackhawks de Chicago  | LNH        | 48    | 15               | 20               | 35               | 41               | 16               | 3  | 3                    | 6                    | 10                   |                      |                      |
| 1995-1996  | Blackhawks de Chicago  | LNH        | 81    | 31               | 32               | 63               | 62               | 7                | 2  | 4                    | 6                    | 6                    |                      |                      |
| 1996-1997  | Blackhawks de Chicago  | LNH        | 81    | 41               | 36               | 77               | 64               | 6                | 4  | 2                    | 6                    | 8                    |                      |                      |
| 1997-1998  | Blackhawks de Chicago  | LNH        | 82    | 31               | 42               | 73               | 66               | -                | -  | -                    | -                    | -                    |                      |                      |
| 1998-1999  | Blackhawks de Chicago  | LNH        | 82    | 44               | 31               | 75               | 60               | -                | -  | -                    | -                    | -                    |                      |                      |
| 1999-2000  | Blackhawks de Chicago  | LNH        | 82    | 43               | 41               | 84               | 48               | -                | -  | -                    | -                    | -                    |                      |                      |
| 2000-2001  | Blackhawks de Chicago  | LNH        | 82    | 35               | 29               | 64               | 54               | -                | -  | -                    | -                    | -                    |                      |                      |
| 2001-2002  | Blackhawks de Chicago  | LNH        | 82    | 27               | 39               | 66               | 67               | 5                | 0  | 1                    | 1                    | 4                    |                      |                      |
| 2002-2003  | Coyotes de Phoenix     | LNH        | 59    | 13               | 23               | 36               | 26               | -                | -  | -                    | -                    | -                    |                      |                      |
| 2002-2003  | Flyers de Philadelphie | LNH        | 13    | 7                | 8                | 15               | 2                | 13               | 1  | 6                    | 7                    | 4                    |                      |                      |
| 2003-2004  | Flyers de Philadelphie | LNH        | 80    | 20               | 33               | 53               | 38               | 18               | 3  | 5                    | 8                    | 6                    |                      |                      |
| 2005-2006  | Flames de Calgary      | LNH        | 80    | 14               | 28               | 42               | 43               | 7                | 2  | 1                    | 3                    | 10                   |                      |                      |
| 2006-2007  | Flames de Calgary      | LNH        | 81    | 10               | 20               | 30               | 40               | 6                | 0  | 1                    | 1                    | 0                    |                      |                      |
| Totaux LNH | Totaux LNH             | Totaux LNH | 1 174 | 416              | 484              | 900              | 752              | 99               | 22 | 33                   | 55                   | 56                   |                      |                      |

### En équipe nationale
| Année | Compétition                 |    | PJ | B | A | Pts | Pun                    |  | Résultat |
| 1989  | Championnat du monde junior | 7  | 1  | 3 | 4 | 2   | 5e place               |  |          |
| 1990  | Championnat du monde junior | 7  | 5  | 2 | 7 | 4   | 7e place               |  |          |
| 1991  | Championnat du monde        | 10 | 2  | 5 | 7 | 4   | 4e place               |  |          |
| 1993  | Championnat du monde        | 6  | 1  | 2 | 3 | 8   | 6e place               |  |          |
| 1996  | Coupe du monde              | 7  | 2  | 4 | 6 | 6   | Médaille d'or          |  |          |
| 1998  | Jeux olympiques             | 4  | 0  | 1 | 1 | 4   | 5e place               |  |          |
| 2002  | Jeux olympiques             | 6  | 2  | 2 | 4 | 0   | Médaille d'argent      |  |          |
| 2004  | Coupe du monde              | 5  | 0  | 1 | 1 | 0   | Défaite en demi-finale |  |          |